# Spin Doctors
A Spin Doctors amerikai funky-alapú rockzenekar (jam band). Stílusukat alternatív vagy pop rock kategóriába sorolják.

## Története
1988-ban, New Yorkban alakultak. Debütáló lemezük jelenleg is a legsikeresebb. Címe: Pocket Full of Kryptonite, amely 1991-es kiadása óta ötszörös platinalemez. A '90-es évek második felében kisebb intenzitással dolgoztak, az évtized végén átmenetileg feloszlott a zenekar. Az 1996-os albumukon meginduló stílusváltás az 1999-es albumon kiteljesedett. A nagy visszatérés ismét a régi funky és jam hangulatban készült. Legismertebb dalaik a Two princes és a Little Miss Can’t Be Wrong, amelyek 7. illetve 17. helyen voltak az amerikai toplistákon.

## Diszkográfia
- Pocket Full of Kryptonite (1991)
- Turn It Upside Down (1994)
- You've Got to Believe in Something (1996)
- Here Comes to Bride (1999)
- Nice Talking to Me (2005)
- If the River Was Whiskey (2013)

## Tagok
- Chris Barron (ének)
- Eric Schenkman (gitár és ének)
- Aaron Comess (dobok és ütőhangszerek)
- Mark White (basszusgitár)

## Külső hivatkozások
- Honlapjuk